# Transferência de momento
Em física de partículas, mecânica ondulatória e óptica, transferência de momento é a quantidade de momento transferido entre partículas durante uma interação.
No exemplo mais simples do espalhamento de duas partículas, durante uma colisão, com momentos iniciais {\displaystyle {\vec {p}}_{i1},{\vec {p}}_{i2}}que resultam nos momentos finais {\displaystyle {\vec {p}}_{f1},{\vec {p}}_{f2}}, a força de transferência é dada por
{\displaystyle {\vec {q}}={\vec {p}}_{i1}-{\vec {p}}_{f1}={\vec {p}}_{f2}-{\vec {p}}_{i2}}
onde a igualdade entre a diferença do momento inicial e final de cada partícula provém da  conservação de momento. A transferência de momento é uma quantidade importante porque {\displaystyle \Delta x=\hbar /|q|} é uma medida melhor para a resolução da distância típica de uma reação do que os momentos por si só.

## Mecânica ondulatória e óptica
Uma onda tem uma momento {\displaystyle p=\hbar k}, sendo uma quantidade vetorial. A diferença do momento da onda espalhada para a onda incidente é chamado de transferência de momento. O número de onda k é o absoluto do vetor de onda {\displaystyle k=q/\hbar }, e está relacionado com o comprimento de onda {\displaystyle k=2\pi /\lambda }. Muitas vezes, a transferência de momento é dada em unidades de número de onda no comprimento recíproco {\displaystyle Q=k_{f}-k_{i}}

### Difração
A transferência de momento desempenha um papel importante na avaliação da difração de nêutrons, raios X e elétrons, usados na investigação da matéria condensada. A difração de Bragg ocorre na estrutura cristalina atômica e, por conservar a energia da onda, é um caso de dispersão elástica.